# Valy (district de Cheb)
Pour les articles homonymes, voir Valy.
Pour l’article ayant un titre homophone, voir Waly.
Valy (jusqu'en 1947 : tchèque : Šance ; en allemand : Schanz) est une commune du district de Cheb, dans la région de Karlovy Vary, en République tchèque. Sa population s'élevait à 473 habitants en 2020.

## Géographie
Valy se trouve à 4 km à l'ouest-nord-ouest du centre de Mariánské Lázně, à 24 km au sud-est de Cheb, à 33 km au sud-ouest de Karlovy Vary et à 128 km à l'ouest de Prague.
La commune est limitée par Lázně Kynžvart au nord, par Mariánské Lázně à l'est, par Velká Hleďsebe et Tři Sekery au sud, et par Stará Voda à l'ouest.

## Histoire
La première mention écrite de la localité date de 1670.